# Florida Flame
Els Florida Flame van ser un equip de bàsquet de la ciutat de Fort Myers, Florida (Estats Units d'Amèrica) que disputava la NBA Development League. El seu logo representa una bola de bàsquet a gran velocitat i envoltada de flames.
Els Charleston Lowgators es van traslladar a Fort Myers l'any 2004 i es van convertir en els Florida Flame. El setembre de 2005, l'NBA va anunciar que estarien afiliats amb Minnesota Timberwolves, Miami Heat, Boston Celtics i els Orlando Magic. Un any més tard, el club va abandonar la lliga, al no trobar un estadi on jugar, i mesos més tard va anunciar la dissolució.